# Dan-Dan-Nationalpark
Der Dan-Dan-Nationalpark (englisch Dan Dan National Park) ist ein 16,4 Quadratkilometer großer Nationalpark in Queensland, Australien.

## Lage
Er liegt etwa 420 Kilometer nördlich von Brisbane und 105 Kilometer südlich von Rockhampton. Die nächstgelegene Stadt ist Gladstone. Von hier erreicht man den Park über den Dawson Highway.  Hinter Calliope zweigt die Gladstone Mount Road Richtung Süden ab, nach etwa 2 Kilometern folgt man der Tableland Road. 20 Kilometer weiter südlich quert die Straße den Nationalpark. Es gibt keine Besuchereinrichtungen.
In der Nachbarschaft liegen die Nationalparks Castle-Tower, Wietalaba, Dawes und Kroombit-Tops.

## Flora und Fauna
Der bis zu 350 Meter hoch gelegene Park schützt primären Monsunwald und offenen Eukalyptuswald. In der vielfältigen Vegetation sind 87 verschiedene Vogelarten beobachtet worden, besonders häufig sind Kupfernackentauben (Geopelia humeralis), Allfarbloris (Trichoglossus haematodus), Rotsteiß-Mistelfresser (Dicaeum hirundinaceum) und Goldohr-Honigfresser (Meliphaga lewinii).